# کوماروو-اوسادا
کوماروو-اوسادا (به لهستانی:  Komarów-Osada) یک روستا در لهستان است که در گمینا کوماروو-اوسادا واقع شده‌است.